# Iacopo Bortolas
Iacopo Bortolas (* 7. Juni 2003 in Cavalese) ist ein italienischer Nordischer Kombinierer.

## Werdegang

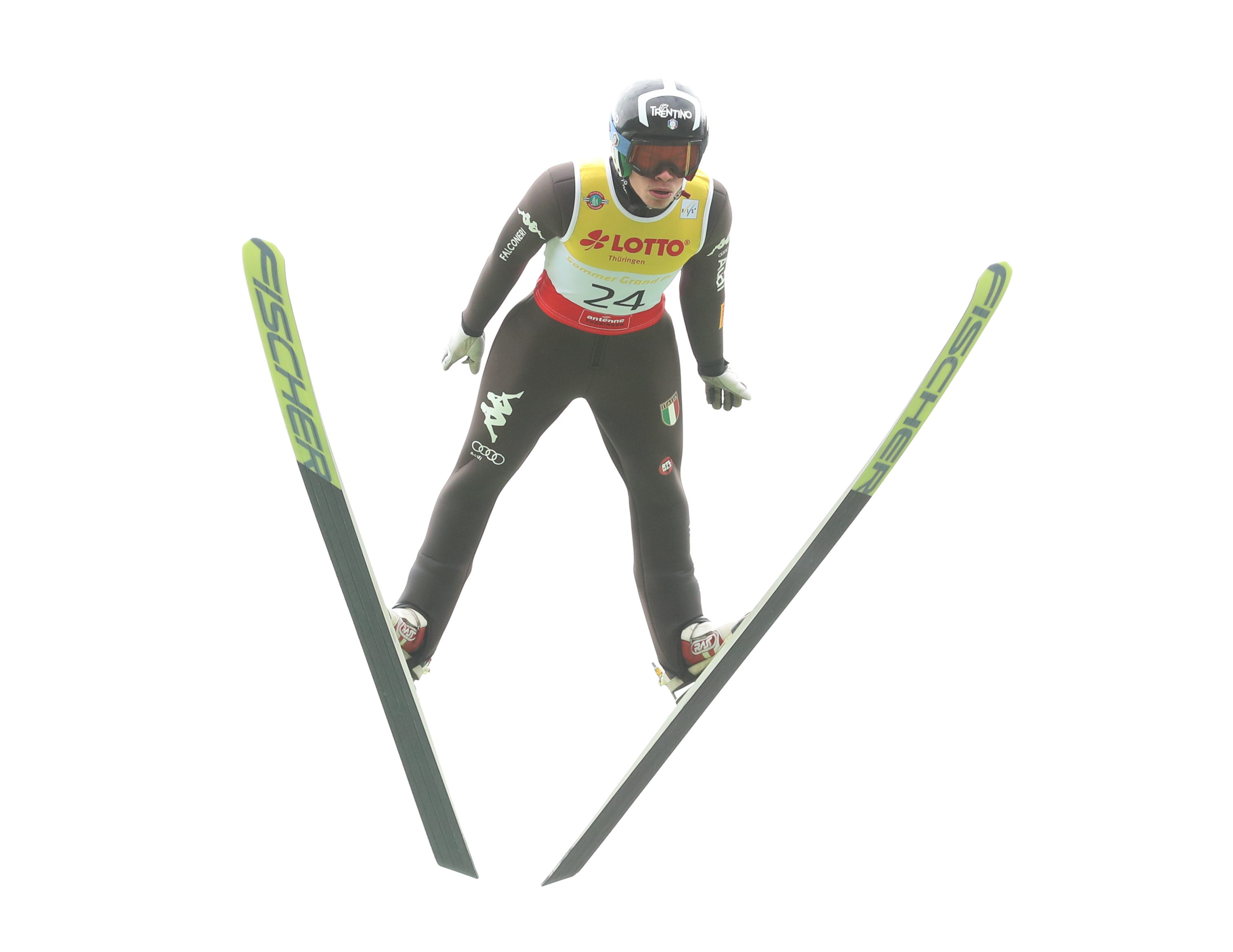
Bortolas beim Grand Prix 2021 in Oberhof

Bortolas gab sein internationales Debüt bei den Nordischen Skispielen der OPA 2016 in Tarvis und Villach, wo er im Schülerwettkampf den 29. Platz belegte sowie mit dem Team Dreizehnter wurde. In den folgenden Jahren nahm Bortolas regelmäßig an Junioren-Wettbewerben teil und konnte dabei vereinzelt Erfolge erzielen. So gewann er 2017/18 in Harrachov und Trondheim zwei Wettbewerbe im Youth Cup sowie in Planica den Schülerwettkampf bei den Nordischen Skispielen der OPA. Bei den Nordischen Junioren-Skiweltmeisterschaften 2019 in Lahti erreichte Bortolas im Sprint Rang 41 sowie im Gundersen Einzel über zehn Kilometer Rang 40 und wurde mit dem Team Achter. Am 11. Januar 2020 debütierte er in Oberwiesenthal im Continental Cup, verpasste jedoch die Punkteränge deutlich. Als Höhepunkt der Saison fungierten die Olympischen Jugend-Winterspiele 2020 in Lausanne, wo er mit zweieinhalb Minuten Rückstand als Achtzehnter ins Ziel kam. Anfang März 2020 trat er erneut bei den Nordischen Junioren-Skiweltmeisterschaften 2020 an, die in diesem Jahr in Oberwiesenthal stattfanden. Bortolas wurde im Einzel Zwölfter, ehe er mit dem Team Neunter sowie im Mixed-Team Fünfter wurde.
Zum 12. November 2020 wurde Bortolas in das Sportteam der Fiamme Gialle aufgenommen. In der Saison 2020/21 steigerte sich Bortolas besonders im Sprungbereich und erreichte in dieser Disziplin konstant vordere Platzierungen. Ende Dezember 2020 gewann er in Seefeld seinen ersten Alpencup-Wettbewerb. Wenige Wochen später erzielte er bei den Continental-Cup-Rennen in Klingenthal seine ersten Punkte in dieser Wettkampfserie. Bei den Nordischen Junioren-Skiweltmeisterschaften 2021 in Lahti belegte Bortolas Rang 26 im Einzel. Gemeinsam mit Annika Sieff, Daniela Dejori und Domenico Mariotti gewann er zudem im Mixed-Team die Bronzemedaille. Zum Saisonabschluss debütierte er in Klingenthal im Weltcup. Zwar gelang es ihm, zwei Punkte in der Skisprung-Disziplinenwertung zu gewinnen, doch landete er nach dem Langlauf deutlich hinter den Punkterängen auf Platz 49. Am 28. August 2021 gab Bortolas sein Debüt im Grand Prix, der höchsten Wettkampfserie im Sommer. Am zweiten Wettkampftag in Oberhof erreichte er den 20. Platz. In der Gesamtwertung belegte er schließlich mit elf Punkten den 43. Platz.
Beim Massenstart-Wettbewerb am 21. und 22. Januar 2023 in Klingenthal erreichte Bortolas als 29. erstmals die Punkteränge im Weltcup. Bei den Nordischen Junioren-Skiweltmeisterschaften 2023 im kanadischen Whistler gewann er Gold im Gundersen Einzel.

## Statistik

### Weltcup-Platzierungen
| Saison  | Platz | Punkte |
| ------- | ----- | ------ |
| 2022/23 | 60.   | 004    |
| 2023/24 | 52.   | 035    |
| 2024/25 | 72.   | 003    |

### Grand-Prix-Platzierungen
| Saison | Platz | Punkte |
| ------ | ----- | ------ |
| 2021   | 43.   | 011    |

### Continental-Cup-Platzierungen
| Saison  | Platz | Punkte |
| ------- | ----- | ------ |
| 2020/21 | 50.   | 033    |
| 2023/24 | 26.   | 112    |
| 2024/25 | 36.   | 128    |